# Villa María del Triunfo (distrito)
O distrito de Villa María del Triunfo é um dos quarenta e três distritos que formam a Província de Lima, pertencente a Região Lima, na zona central do Peru.
Prefeito: Eloy Chávez Hernández (2019-2022). 

## Transporte
O distrito de Villa María del Triunfo não é servido pelo sistema de estradas terrestres do Peru, visto ser uma comuna urbana da Área Metropolitana de Lima
Também é servido pelo Metrô de Lima (estação Villa María)